# مارسيلو جانديني
مارسيلو جانديني (بالإيطالية: Marcello Gandini)‏ هو مصمم ومهندس إيطالي، ولد في 26 أغسطس 1938 في تورينو في إيطاليا.